# SC Americano (SP)
Der Sport Club Americano, auch nur Americano genannt, war ein Fußballverein aus Santos, später São Paulo, im brasilianischen Bundesstaat São Paulo. Der Klub wurde 1903 gegründet.

## Geschichte
Der erste Fußballklub in Santos war 1898 der AA Mackenzie College. Auch der CA Internacional von 1902 war zu seiner Zeit bekannt. 1903 beschlossen einige Mitglieder beider Klubs die Gründung eines neuen. Gründungsmitglieder waren Sizino Patusca, Américo Martins, Antonio Pinto, Manuel Paixão, A. Munhoz und Armando Paixão. Der Anführer dieser Gruppe war Américo Martins dos Santos und zu seinen Ehren wurde der Klub Americano genannt.
Der Trainingsplatz befand sich in der Nähe des heutigen Busbahnhofes in Santos. In den Anfangsjahren bestritt der Klub keine Ligaspiele und wurde nur als Ergänzung zum Internacional. 1907 änderte sich dies, als das Mackenzie College beschloss, nicht an der Staatsmeisterschaft von São Paulo teilzunehmen. Daraufhin wurde Americano als Ersatz eingeladen. Mit der Verstärkung von Spielern des Mackenzie College wurde der Klub Vizemeister hinter Internacional.
1911 verlagerte der Klub seinen Sitz nach São Paulo. Hauptgrund war die Einsparung der Reisen in die Stadt, in welcher die meisten Spiele ausgetragen wurden. Die Reisen waren trotz einer Entfernung von unter 100 km seiner Zeit noch mit erheblichen Anstrengungen verbunden.
Von 1911 bis 1916 verlor die Mannschaft keines seiner 23 Spiele. 15 wurden gewonnen und acht endeten unentschieden. 1912 und 1913 gewann der Klub die Staatsmeisterschaft. Zweiteren im Verband APEA. Die APEA war ein Fußballverband in São Paulo, die 1913 als Konkurrent zur seit 1902 bestehenden LPF gegründet wurde. Der Verband bestand bis 1936. Die Sieger werden vom heutigen Verband FPF anerkannt.
Nach der Gründung des AA São Bento 1914, wechselten mehrere Spieler zu diesem Klub und weitere gingen zurück zum Mackenzie College. Dadurch war der Klub 1914 und 1915 nicht in der Lage an der Staatsmeisterschaft teilzunehmen. 1916 nahm man nochmals an dem Wettbewerb teil und konnte den achten Platz belegen. Danach wurde Americano aufgelöst.

## Verbindung FC Santos
Der Umzug von Americano nach São Paulo 1911 führte ein Jahr später zur Gründung des FC Santos. Einer der Gründer von Americano Sizino Patusca war an der Gründung des FC Santos beteiligt. Er wurde der erste Präsident des Klubs. Unterstützt wurde er u. a.von seinem Cousin Arnaldo Patusca da Silveira, welcher später Kapitän der Nationalmannschaft wurde. Arnaldo hatte 1906 als Elfjähriger bei Americano mit dem Fußball angefangen. Aus der Familie Patusca gingen noch weitere erfolgreiche Fußballspieler wie die Söhne von Sizino Patusca Araken und Ary Patusca hervor.

## Erfolge
- Staatsmeisterschaft von São Paulo: 1912, 1913